# Trébons
Trébons is een gemeente in het Franse departement Hautes-Pyrénées (regio Occitanie) en telt 653 inwoners (2005). De plaats maakt deel uit van het arrondissement Bagnères-de-Bigorre.

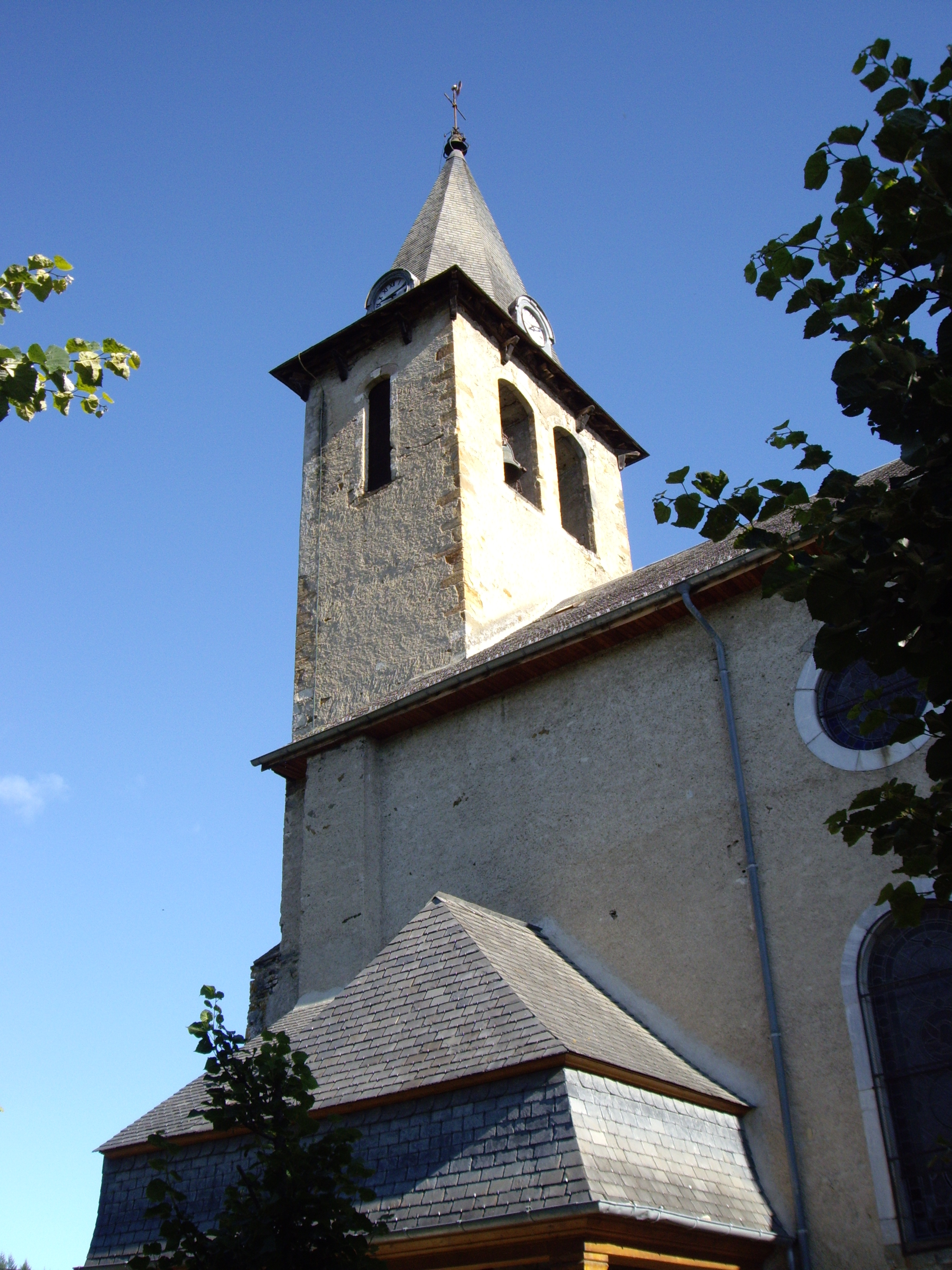
Kerk Saint-Pierre
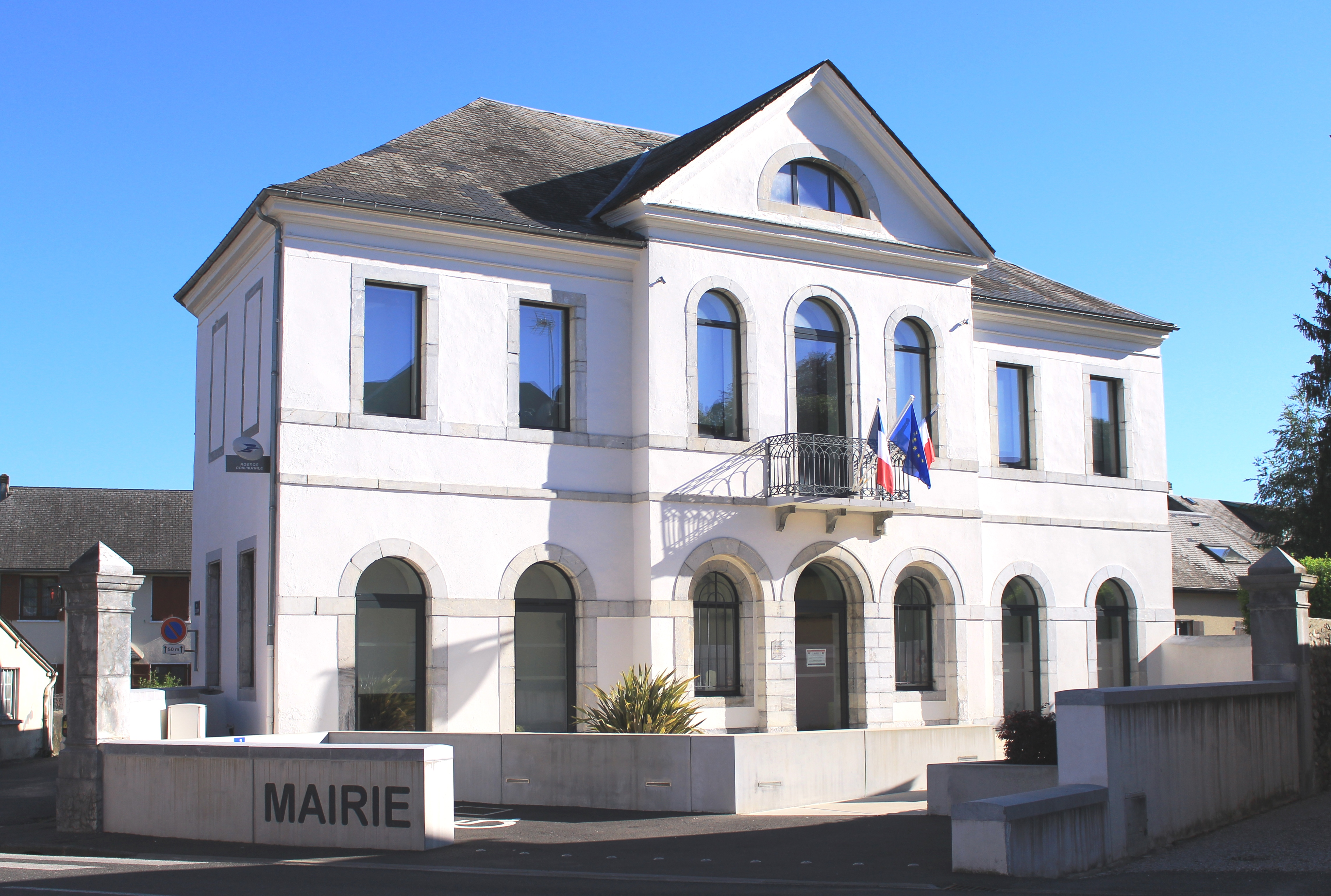
Gemeentehuis

## Geografie
De oppervlakte van Trébons bedraagt 10,2 km², de bevolkingsdichtheid is 64,0 inwoners per km².

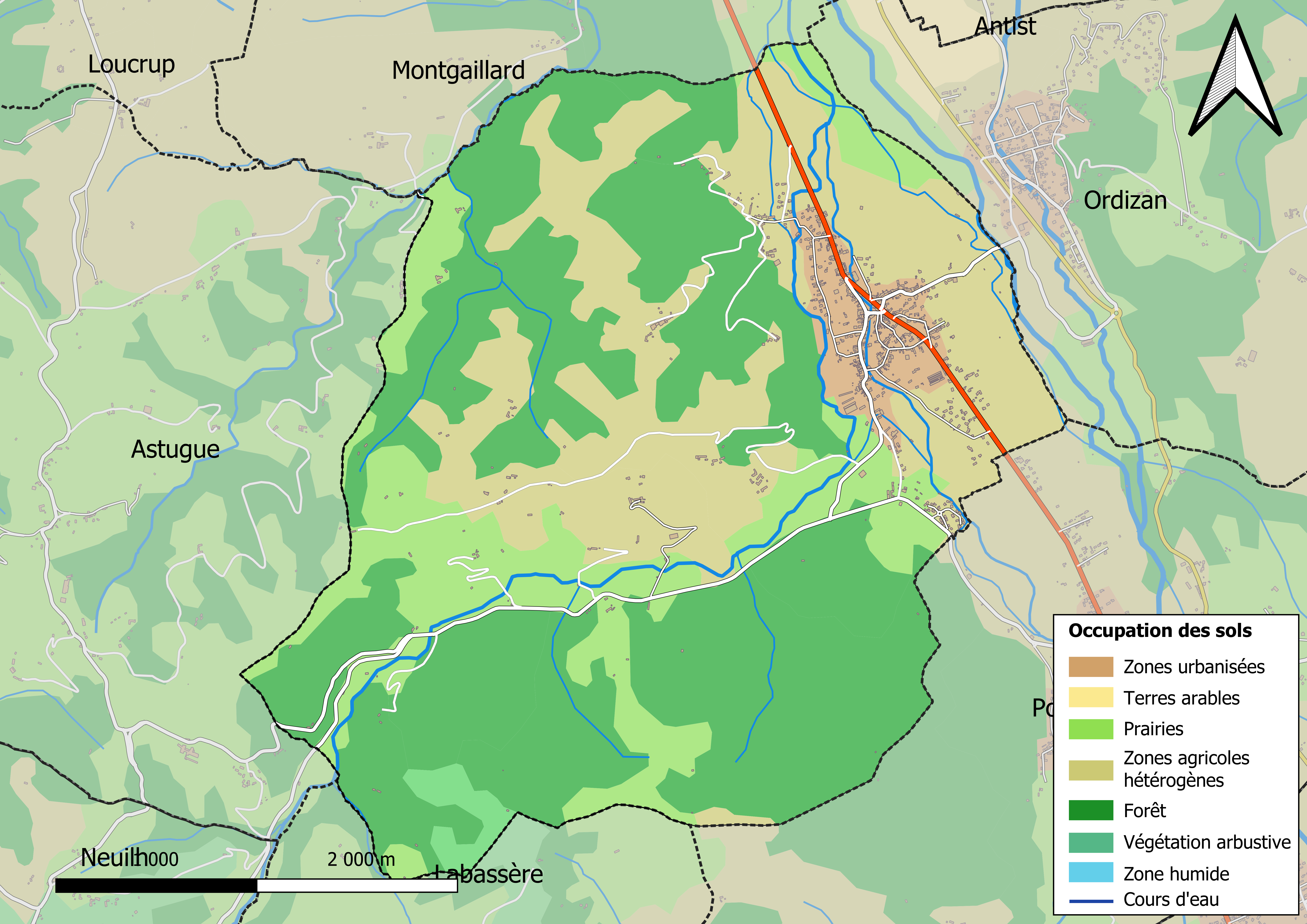
Kaart van de gemeente met belangrijkste infrastructuur, bodemgebruik en omliggende gemeenten

## Demografie
Onderstaande figuur toont het verloop van het inwonertal (bron: INSEE-tellingen).